# Torrecera
Torrecera es una entidad local autónoma, perteneciente al municipio de Jerez de la Frontera, en la comunidad autónoma de Andalucía, España. Se encuentra situado a unos 20 kilómetros al este del centro de Jerez y a unos 45 km de Cádiz. En 2018 el término pedáneo tiene 1288 habitantes, y en 2014 el Ayuntamiento de Jerez dio el visto bueno para el inicio del expediente de segregación de la pedanía.
Compuesto de un conglomerado de, viviendas alrededor de una plaza central donde se encuentran el Ayuntamiento y la Iglesia, San Juan Bautista.

## Historia

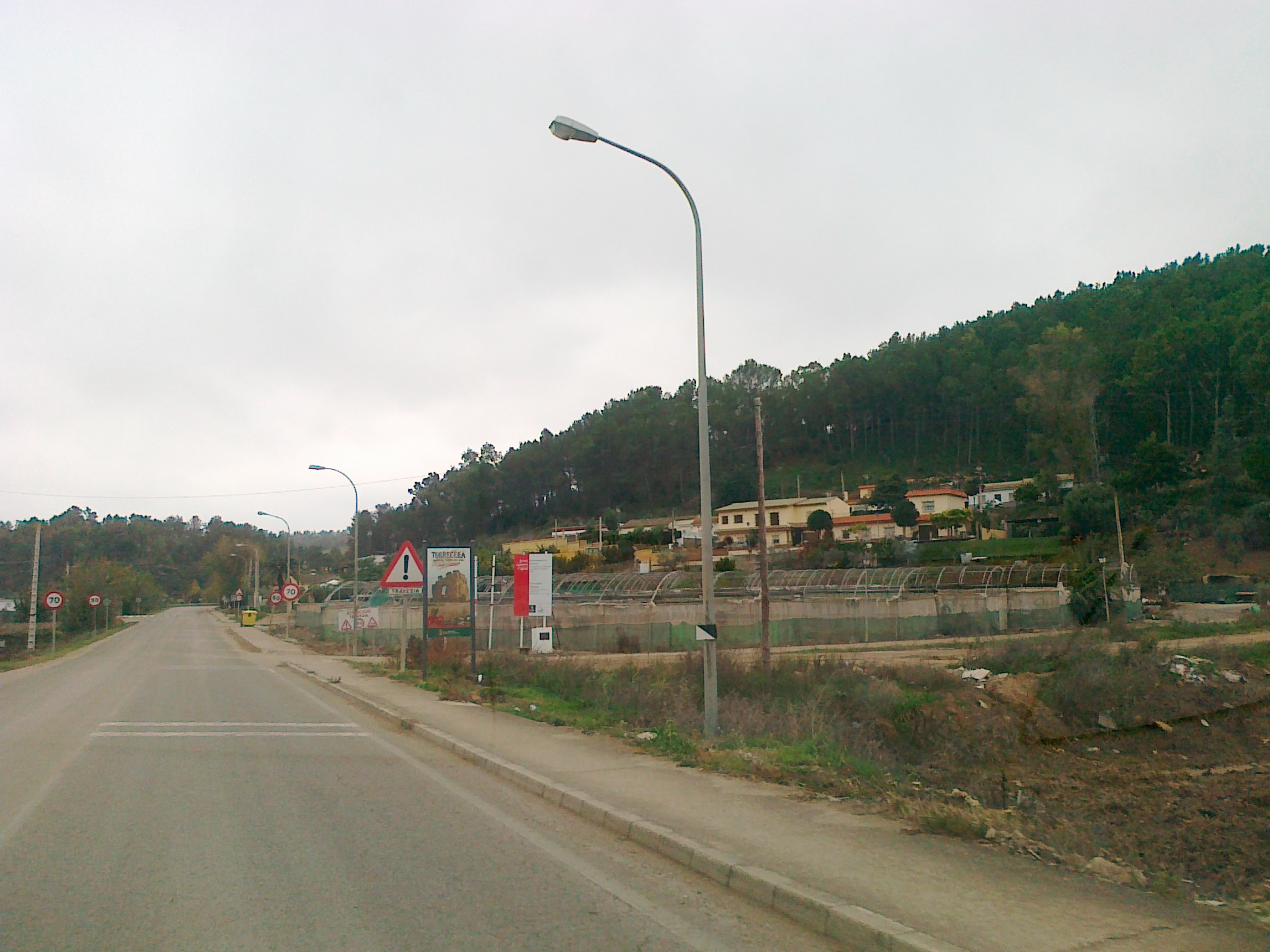
Vista de Torrecera

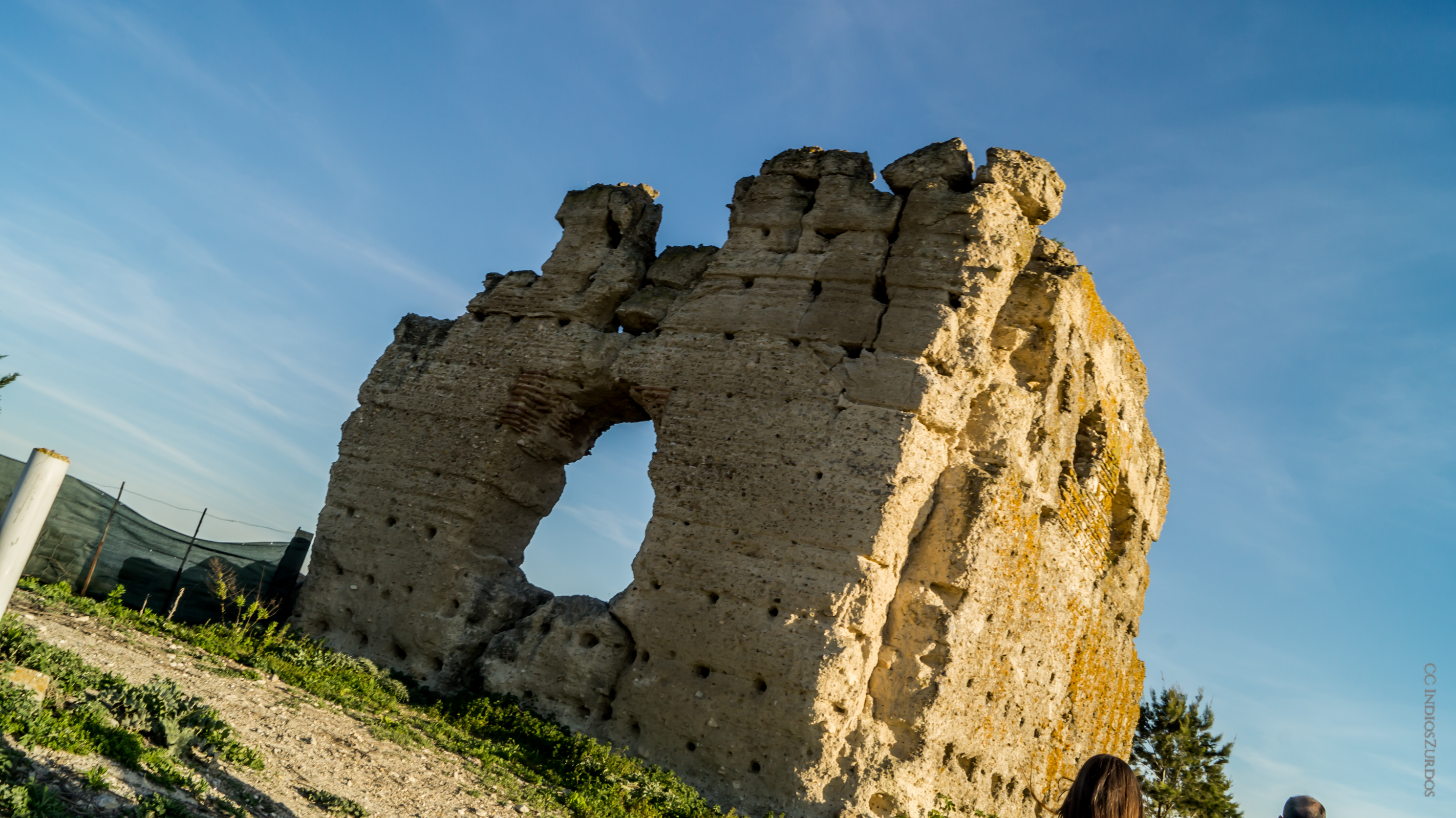
Castillo de Torrecera

En 1995 se descubrió accidentalmente en la zona un ídolo cilíndrico esculpido, de unos 5000 años de antigüedad y, por tanto, perteneciente a la Edad del Cobre. Este ídolo, que parece ser no fue el único que se esculpía en las cercanías, se encuentra expuesto en el Museo Arqueológico de Jerez de la Frontera.
Por la zona discurría el Acueducto Romano de Tempul, construido en el siglo I
Hay evidencias del uso de las Salinas de Fortuna (de interior, cerca del Cortijo de Entrechuelos) desde época antigua
Durante el siglo XIII, tras la conquista de Alfonso X, la zona de Torrecera fue uno de los puntos estratégicos en la defensa de Jerez, se conservan ruinas de una de las fortalezas construidas para tal efecto. Estas ruinas se conocen como el Castillo de Torrecera.

### Edad Contemporánea
El núcleo poblacional de Torrecera surge a partir de la expropiación republicana de la finca homónima en 1934. Pero no sería hasta el periodo franquista, a través del Instituto Nacional de Colonización (España), cuando en los años 40, entre 52 familias de colonos, se reparten esta expropiación. Procedían fundamentalmente de la Sierra de Cádiz y las provincias de Sevilla y Granada.
El primer alcalde que tuvo la pedanía de Torrecera fue el colono Juan Romero, cuyos descendientes aún viven en el pueblo, así como la mayoría de los descendientes de los colonos fundadores.
En 2012 se escucharon voces que abogaban por su segregación de Jerez. En 2014 el Ayuntamiento de Jerez aprueba el expediente de la segregación de Torrecera como municipio independiente.
En 2018 se llevó a cabo un plan de mejora de infraestructuras.
En 2019 la población alcanza el pleno empleo.

## Geografía
Existen dos pinares de protección frente a los movimientos de tierras, a día de hoy sin gestionar, en los cerros de la Harina y Cabeza de Santa María.
También pasa el arroyo Salado por sus cercanías
Se están implantando senderos de turismo rural en la Vega del Guadalete

## Población
El siguiente cuadro representa la evolución demográfica de la pedanía
| Año       | 1991 | 1996 | 1998 | 1999 | 2000 | 2001 | 2002 | 2003 | 2004 | 2005 | 2006 |
| --------- | ---- | ---- | ---- | ---- | ---- | ---- | ---- | ---- | ---- | ---- | ---- |
| Población | 1146 | 1199 | 1188 | 1169 | 1168 | 1144 | 1140 | 1158 | 1163 | 1165 | 1199 |

## Economía

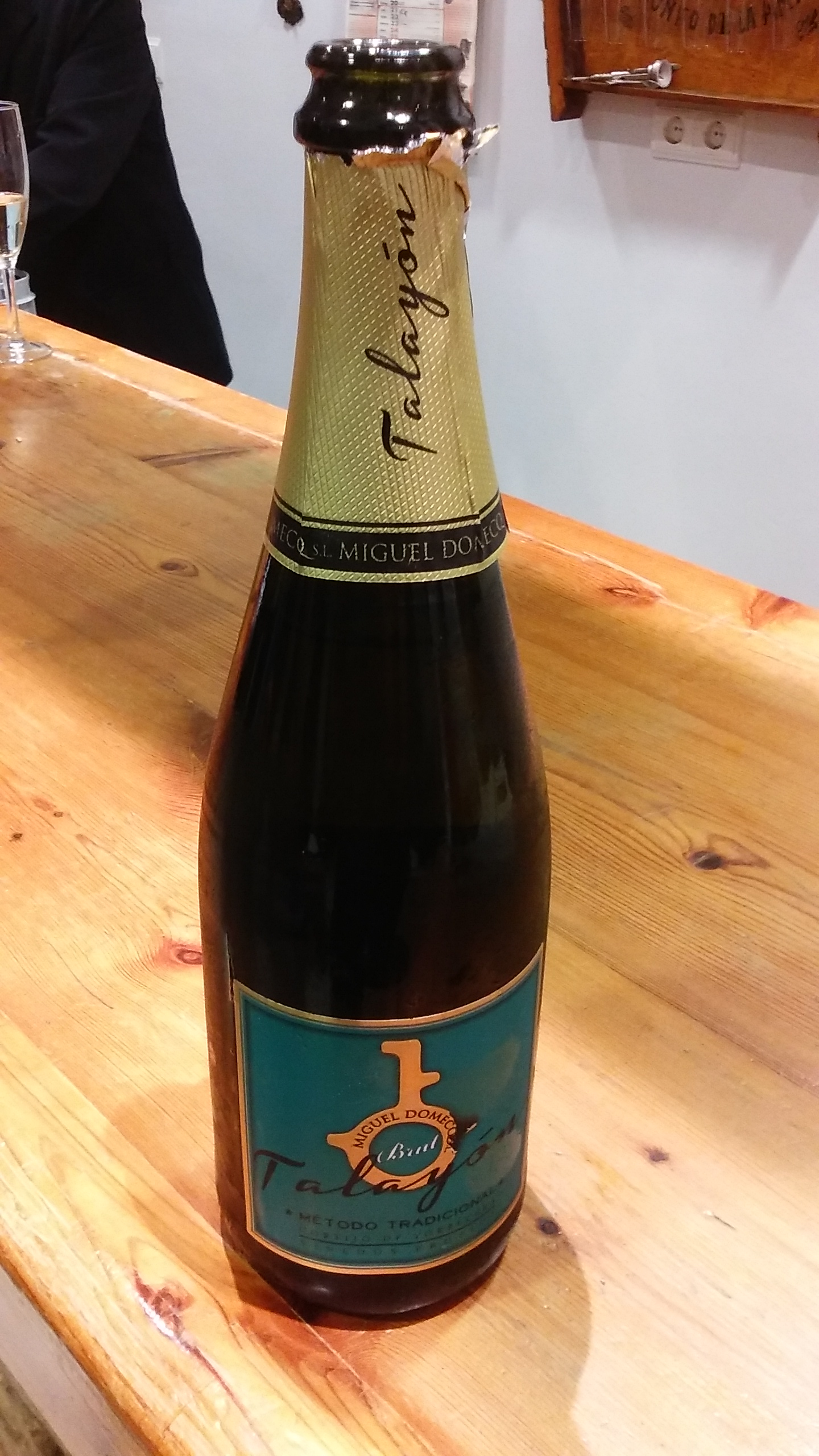
Vino local

Además de una gran agricultura y ganadería, cuenta con explotaciones de minerales, fábrica de quesos para consumo nacional e internacional y bodegas de vinos de la tierra de Cádiz.
También destaca el olivar, donde la plantación más grande de la provincia cuenta con almazara propia y es proveedora de Martín Berasategui.

## Monumentos y lugares de interés
- Ayuntamiento
- Castillo de Torrecera
- Parroquia de San Juan Bautista, sede de la agrupación parroquial del Santísimo Cristo de la Esperanza.[17]

## Servicios
Cuenta con un campo de fútbol, dedicado al alcalde "Sánchez Portella" donde juega la Unión Deportiva Torrecera.

## Cultura

### Fiestas
Feria de San Juan en verano
Día de Andalucía
Carnaval
Semana Santa, donde un grupo de vecinos han formado una Agrupación parroquial, con la cual reviven las procesiones que hacían nuestros colonos fundadores.

### Personas destacadas
- María Carrasco, cantante.[20]
- Javier Hernández Carrera, futbolista.[21]